# Sympistoides
Sympistoides là một chi bướm đêm thuộc họ Noctuidae.